# Operation Out Distance
Out Distance war der Codename einer von der tschechoslowakischen Exilarmee organisierten  verdeckten Operation des Tschechoslowakischen Widerstands gegen die NS-Besatzung, die während des Zweiten Weltkriegs im Gebiet des Protektorats Böhmen und Mähren (Teil der besetzten Tschechoslowakei) durchgeführt werden sollte.
Es handelte sich um die siebte einer Reihe von Agentenoperationen des Verteidigungsministeriums der tschechoslowakischen Exilregierung in London und die erste mit Sabotageauftrag.

## Operationsgruppe
Die dreiköpfige Operationsgruppe bestand aus
- dem Anführer Oberleutnant Adolf Opálka (* 4. Januar 1915 in Rešice; † 18. Juni 1942 in Prag; Deckname Adolf Král),
- seinem Stellvertreter, dem Unteroffizier Karel Čurda (* 10. Oktober 1911 bei Třeboň (Südtschechien); † 29. April 1947 in Prag; Deckname Karel Vrbas)
- und dem Korporal Ivan Kolařík (* 22. März 1920 in Valašské Meziříčí; † 1. April 1942 in Vizovice bei Zlín; Deckname Jan Krátký).[1]

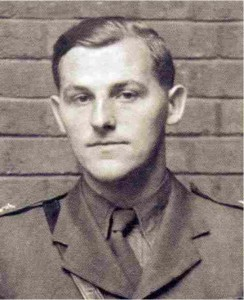
Adolf Opálka
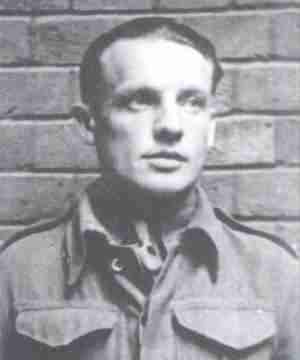
Karel Čurda
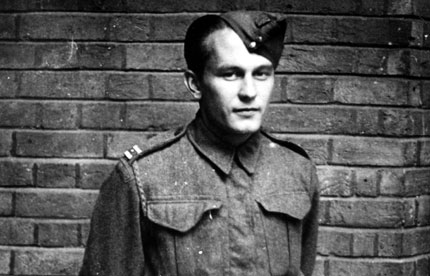
Ivan Kolařík

## Vorgeschichte
Die Nationalsozialisten hatten sich 1938 in einer geschickten Kombination aus Gewalt und Politik mit offizieller Duldung durch die Westmächte im Münchner Abkommen das Sudetenland einverleibt, waren dann in Resttschechien einmarschiert und hatten dort das sog. Protektorat Böhmen und Mähren mit einer kollaborierenden antibolschewistisch eingestellten Regierung unter Emil Hácha errichtet und die Slowakei unter einer prodeutsch eingestellten Marionettenregierung abgetrennt. Eine offizielle Kriegserklärung der formell amtierenden tschechischen und slowakischen Regierungen gegenüber den Alliierten war zu befürchten. Vor Ort sorgte Reinhard Heydrich als Reichsprotektor für eine intensive Überwachung und Verfolgung des tschechischen Widerstandes sowie einen intensiven Ausbau der für die Wehrmacht wichtigen Rüstungsproduktion fernab der alliierten Kampfflugverbände. So befand sich der Präsident der tschechoslowakischen Exilregierung in London Edvard Beneš 1941 in der schwierigen Lage, die Ansprüche auf die Selbständigkeit und Unabhängigkeit der Tschechoslowakei aufrechtzuerhalten. Mit dem Kriegseintritt der Vereinigten Staaten nach dem japanischen Angriff auf Pearl Harbor erwartete man die entscheidende Kriegswende für das Jahr 1942. Beneš gab Durchhalteparolen aus und war überzeugt, den lokalen Widerstand entscheidend über Agenten und Material unterstützen zu können, die in geheimen Aktionen mit Fallschirmen abgesetzt wurden. Als besonders wichtig erachtete er es, die Škoda-Werke in Pilsen auszuschalten, die ein Drittel der Rüstungsgüter für die Wehrmacht und vor allem Panzer und Kanonen für den Russlandfeldzug produzierten. Škoda war die zweitgrößte Produktionsstätte für Rüstungsgüter nach Krupp in Essen. In Anbetracht der hohen Ziele und in teilweiser Unterschätzung der brutalen Vorgehensweise der Gegenseite nahm die Exilregierung bei den Fallschirmeinsätzen hohe Verluste in Kauf.

## Anlass
Am 15. März konnte Benes die britische Regierung von der Notwendigkeit einer Bombardierung der Škoda-Werke überzeugen. Die Operationsgruppe Steel erhielt die neue Bezeichnung Out Distance und trainierte wie und wo der Funkpeilsenders zu installieren war, mit dessen Hilfe die britischen Bomber zu ihrem Ziel geführt werden sollten.
Das als Rebecca-Set bekannte Gerät (Operationsname Eureka) war von der Royal Air Force für den Einsatz durch Agenten entwickelt. Es sendete ein Signal, das ein Flugzeug aus einer Entfernung von 25 Meilen ins Ziel leiten konnte. Als Keksdose getarnt und in einem Koffer transportiert, konnte es innerhalb einer Minute von einer Person aufgebaut und in Betrieb gesetzt werden.
Nach Beratung mit Arthur Harris (genannt „Bomber-Harris“) stimmte das britische Luftfahrtministerium der Bombardierung der Skoda-Fabrik in Zusammenarbeit mit Out Distance unter dem Operationsnamen "Canonbury" zu.

## Auftrag
Die Gruppe sollte einen Sabotageanschlag auf das Gaswerk in Prag-Michle verüben und der Operationsgruppe Silver A ein Ersatzfunkgerät vom Typ Mark III mit Codierschlüssel übergeben.
Anschließend war die Navigation von britischen Bombern auf die Škoda-Werke in Pilsen vom Boden aus mit Hilfe des Funkpeilsenders „Eureka (Rebecca)“ zu unterstützen.

## Absprung
Am Vorabend des 28. März 1942 gegen 20 Uhr hob ein britischer Halifax-Bomber der Royal Air Force auf der geheimen Royal Air Force station Tempsford in der englischen Grafschaft Bedfordshire ab und kam nach elfeinhalb Stunden Nachtflug gegen 7:30 Uhr am nächsten Morgen zurück.
An Bord befanden sich beim Abflug neben der polnischen Besatzung und der Operationsgruppe Out Distance auch die Mitglieder der Operationsgruppe Zink sowie Sprengmaterial, Funkeinrichtungen, Verschlüsselungscodes und weitere Ausrüstungsgegenstände.
In der letzten Minute wurde die Gruppe noch mit einem Funkpeilsender „Eureka (Rebecca)“ für die geplanten Luftangriffe auf die Škoda-Werke ausgestattet.
Wegen einer Planänderung und einem Navigationsfehler der Flugbesatzung verfehlten die Fallschirmspringer der Operation Out Distance ihr geplantes Landeziel beim nordtschechischen Kopidlno nahe der Stadt Jičín und kamen stattdessen gegen zwei Uhr nachts 130 km südlich beim Dorf Ořechov nahe der Stadt Telč im Süden Tschechiens auf den Boden. Bei der schwierigen Fallschirmlandung auf verschneitem Gelände in Dunkelheit und unerwarteter Umgebung verletzte sich der Leiter der Operation Adolf Opálka schwer am Bein (eine Quelle spricht von Beinbruch), so dass er bei der Fortbewegung auf Unterstützung angewiesen war. Die Gruppe musste eine erhebliche Menge ihres Materials verloren geben, da sie den abgeworfenen Lastenfallschirm nicht finden konnten.

## Abbruch und Folgen
Adolf Opálka entschied unter den erheblich verschlechterten Bedingungen, den Funkpeilsender zu vergraben und die Gruppe aufzulösen, d. h. jeder sollte sich vorerst alleine durchschlagen. Er selbst begab sich zu seiner ihm nahe stehenden Tante Marie Opálková, die sein verletztes Bein versorgte und pflegte. Dafür wurde sie am 24. Oktober 1942 im KZ Mauthausen umgebracht.
Ivan Kolařík machte sich auf den Weg nach Osten zu seinen Eltern in seine Heimatstadt Valašské Meziříčí in der Mährischen Walachei. Nun hatte Kolařík zusätzlich bei seinem Absprung seine Brieftasche mit auf den falschen Namen Jan Krátký ausgestellten Ausweisdokumenten und dem Foto und der Adresse seiner Verlobten Hrušáková verloren. All das fiel kurz darauf der Gestapo in die Hände, die sofort die Verfolgung aufnahm. Sie stellte einen öffentlichen Haftbefehl mit entsprechenden Fotos aus. In einer ausweglosen Situation versuchte Kolárik seine Familie vor Repressalien zu schützen, indem er sich im April 1942 auf dem Weg in die Stadt Vizovice in der Nähe von Zlín mit Gift tötete. Sein Opfer war allerdings vergeblich. Mit dem Vorwurf, Ivan Kolařík einen echten Pass und Lebensmittel Karten besorgt zu haben, wurden sowohl seine eigene als auch die Familie seiner Braut Hrušáková kurzerhand am 30. Mai 1942 in Brünn hingerichtet.
Adolf Opálka und Karel Čurda trafen sich in Prag im April 1942. Sie nahmen am nächtlichen Versuch des Silver-A Teams teil, alliierte Kampfflugzeuge während der Bombardierung eines Pilsener Rüstungsbetriebes vom Boden aus zu leiten. Die Bemühungen schlugen jedoch fehl. Nach der Rückkehr nach Prag wurde Opálka zum Kommandeur der Fallschirmagenten im Protektorat ernannt.
Opálka schloss sich der Operation Anthropoid an, die die Ermordung des stellvertretenden Reichsprotektors Reinhard Heydrich vorbereitete. Das Attentat gelang, aber durch Čurda erhielt später die Gestapo Informationen, die es ihr ermöglichten, das Versteck der Attentäter in der Kirche St. Cyril und Method zu finden. Bei heftigen Kämpfen um die Kirche kamen Opálka und andere Agenten um oder starben durch Suizid, bevor sie von der Übermacht von 800 Sicherheitskräften gefasst werden konnten.
Karel Čurda begab sich nach Valašské Meziříčí um herauszufinden, wie es Ivan Kolařík ergangen war. Nach dem Krieg wurde er gefangen genommen und am 29. April 1947 wegen Landesverrats im Gefängnis Pankrác gehängt.